# Æthelwold von Winchester

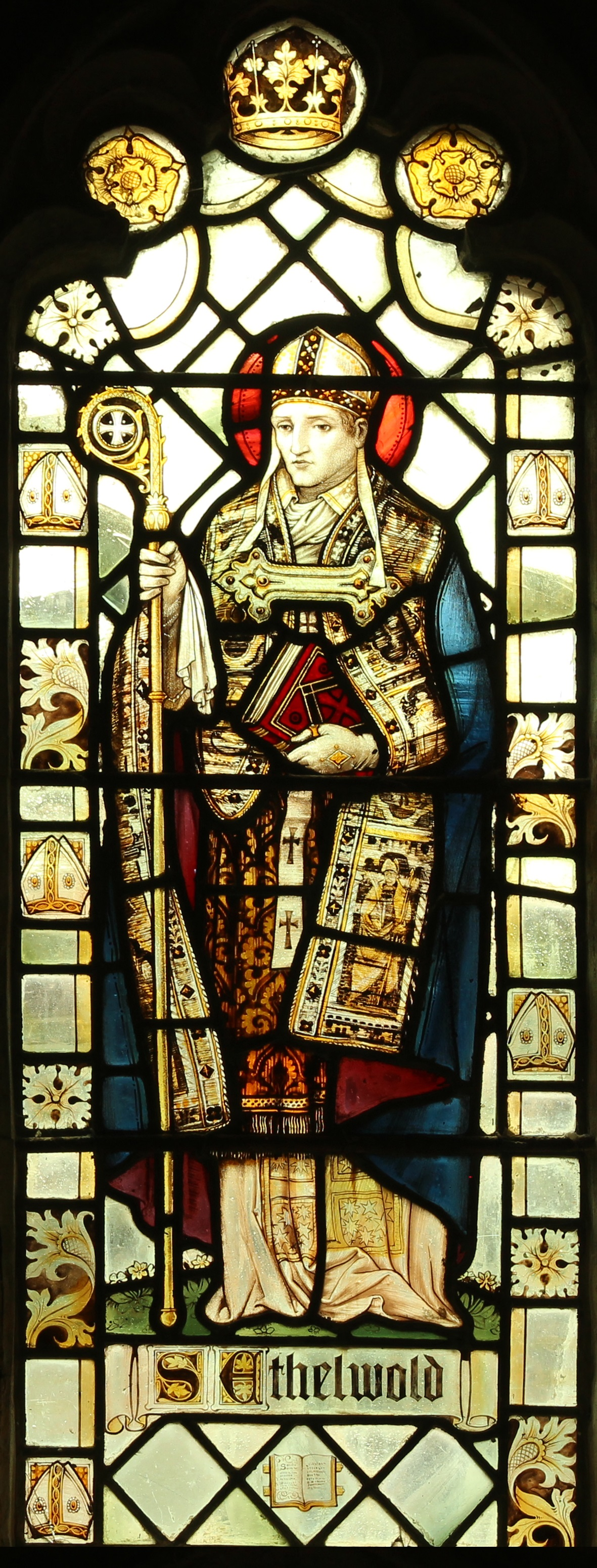
Der heilige Æthelwold ist auf einem Buntglasfenster in der Kirche St. Swithun-upon-Kingsgate in Winchester abgebildet.

Æthelwold von Winchester, auch Aethelwold oder Ethelwold (* zwischen 904 und 909 in Winchester; † 1. August 984 in Beddington, Surrey), war ein angelsächsischer Heiliger, Kirchenführer und Reformer. Er war ab 954 Abt von Abingdon und ab 963 Bischof von Winchester. Zusammen mit Dunstan von Canterbury und Oswald von York war er die treibende Kraft hinter der Wiederbelebung des Mönchwesens im England des späten 10. Jahrhunderts.

## Leben
Æthelwolds Karriere begann am Hof von König Æthelstan. Nach seiner Priesterweihe trat er Dunstans reformierter Klostergemeinschaft in Glastonbury bei. Um 954 gründete er sein eigenes klösterliches Haus in Abingdon. Nach späterer Überlieferung war er in der Arbeit mit Metallen erfahren und trug persönlich zur Verschönerung der Abteikirche bei. Als er 963 zum Bischof von Winchester ernannt wurde, führte er reformierte Gemeinschaften sowohl im Old Minster als auch im New Minster ein und etablierte ein regelmäßiges klösterliches Leben in mehreren anderen Zentren, insbesondere in Ely, Peterborough und Thorney in Ostengland.

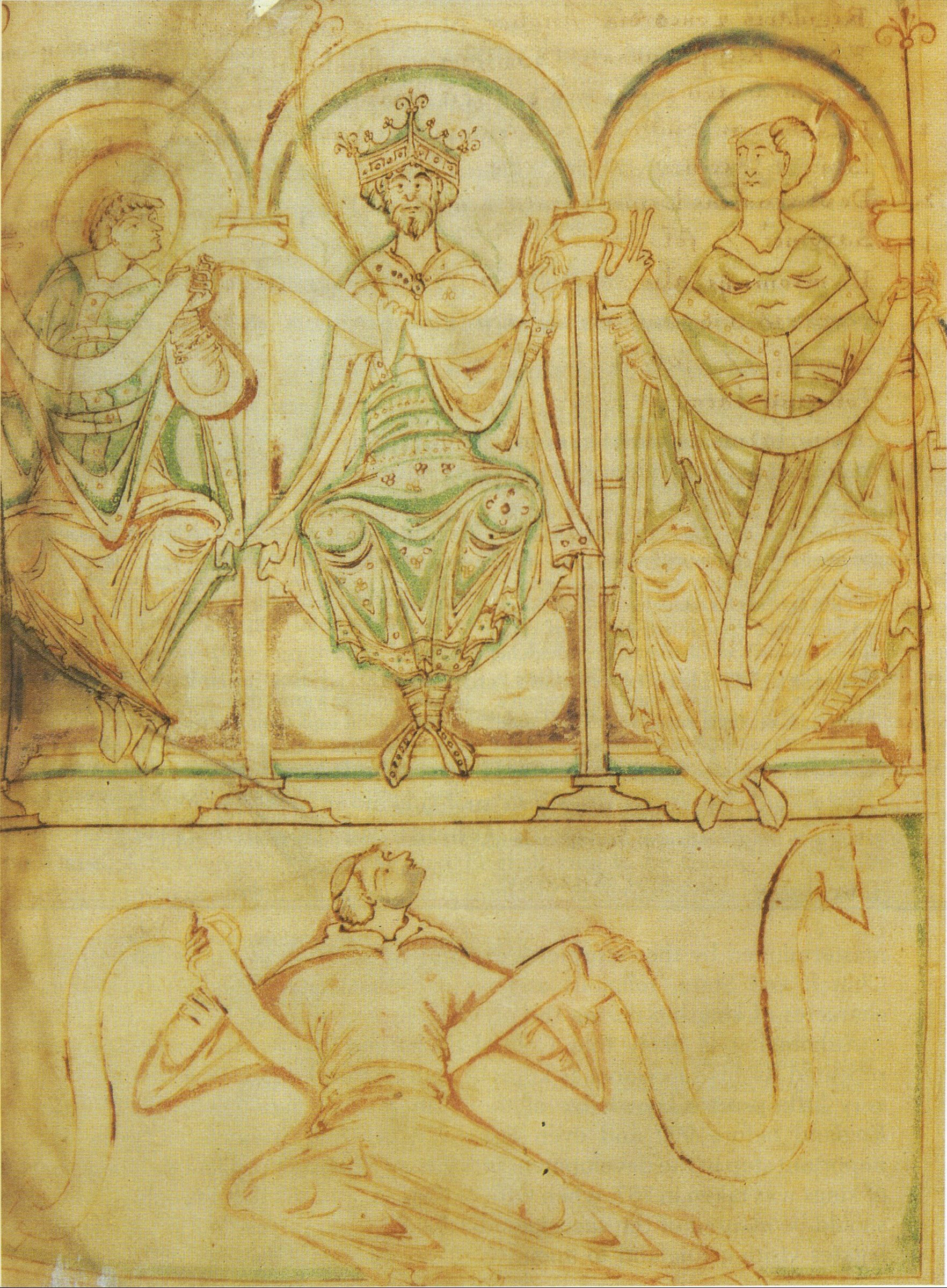
König Edgar thront zwischen St. Æthelwold, Bischof von Winchester, und St. Dunstan, Erzbischof von Canterbury. Aus einer Handschrift der Regularis Concordia aus dem 11. Jahrhundert.

Auf einer Synode, die irgendwann zwischen 970 und 973 in Winchester stattfand, einigte man sich darauf, dass alle Klostergemeinschaften in England einer gemeinsamen Regel folgen sollten, der im Wesentlichen von Æthelwold zusammengestellten Regularis Concordia. Grundlage war die Regula Benedicti, einige Regeln wurden von europäischen reformierten Häusern übernommen oder spiegelten einheimische Gebräuche wider, wie z. B. die Betonung auf Gebete für das Königshaus, was auf eine enge Beziehung zwischen König Edgar und Æthelwold hindeutet. Æthelwold empfahl, die Benediktinerregel selbst genauer zu studieren und wurde von König Edgar und Königin Ælfthryth beauftragt, eine Übersetzung ins Altenglische zu erstellen. Acht Manuskripte bzw. Fragmente sind erhalten, was auf eine weite Verbreitung des Werkes hindeutet.
Æthelwold war ein begeisterter Förderer von sakraler Kunst und Architektur, mit einem Teil seines angehäuften Reichtums sorgte er für den Wiederaufbau und die angemessene Ausstattung von Kirchen. In seinem Auftrag fertigte sein Kaplan, der Mönch Godeman, späterer Abt von Thorney, das Benediktionale des heiligen Æthelwold an, das als Meisterwerk der Schule von Winchester gilt. 980 wurde seine prächtige Kathedralkirche geweiht, die dank seiner angeordneten Ergänzungen nun eine der größten Kirchen Europas war. Er war auch für die Überführung der Reliquien des heiligen Swithin in ein neues Heiligtum innerhalb der Kathedrale im Jahr 971 verantwortlich.